# Нова Любомирка
Нова́ Любоми́рка — село в Україні, у Рівненському районі Рівненської області. Населення становить 1342 осіб.

## Географія
Поруч з селом розташовано озеро Лазурне.

## Населення

### Мова
Розподіл населення за рідною мовою за даними перепису 2001 року:
| Мова            | Кількість | Відсоток |
| --------------- | --------- | -------- |
| українська      | 1308      | 97.61%   |
| російська       | 27        | 2.01%    |
| білоруська      | 2         | 0.15%    |
| інші/не вказали | 3         | 0.23%    |
| Усього          | 1340      | 100%     |

## Символіка

### Герб
Щит скошений срібним вигнуто-увігнутим правим перев'язом, у верхньому червоному полі срібний розширений хрест, у нижньому зеленому -срібне підприємство.

### Прапор
Квадратне полотнище, розділене з верхнього кута від древка білою вигнуто-увігнутою смугою (завширшки в 15 сторони прапора), у верхньому червоному полі білий лапчастий хрест, у нижньому синьому - З білі цеглини (одна на двох)

### Тлумачення символіки
Вигнута смуга повторює фігура з герба Любомирських, на землях яких виникнуло поселення й отримало від них свою назву, а також може означати залізницю, будова якої сприяла розвитку села. Волинський хрест підкреслює розташування Нової Любомирки у складі Рівненської області. Срібне підприємство символізує промисловість.

## Соціальна сфера
У селі діє загальноосвітня школа (Новолюбомирський ліцей) та дитячий садок (Новолюбомирський заклад дошкільної освіти). Станом на 2019 рік у школі вчаться 199 учня. Директор закладу — Вадим Васильович Гапончук.
Поблизу села розташована військова частина А4152.
З 1969 року працює Любомирський вапняно-силікатний завод. У 2016 році УкрТехноФос побудував завод мінеральних добрив. Його потужність сягає 300 тисяч тонн на добу. Кількість робочих місць — 110.
Футбольна команда «Любомирка» виступає у Другій лізі Рівненської області.